# Heliconius dryope
Heliconius dryope är en fjärilsart som beskrevs av Riffarth 1900. Heliconius dryope ingår i släktet Heliconius och familjen praktfjärilar. Inga underarter finns listade i Catalogue of Life.